# کانیفر (پنسیلوانیا)
کانیفر، پنسیلوانیا (انگلیسی: Conifer, Pennsylvania) یک محدوده ثبت‌نشده در شهرستان جفرسون، پنسیلوانیا در ایالات متحده آمریکا است.